# غاي لوتجن
غاي لوتجن (1936 - 2020)، هو سياسي بلجيكي ينتمي لحزب مركز الديمقراطي الانساني، شغل مناصب وزارية عدة في بلجيكا.